# Torneig de les Cinc Nacions 1996
El Torneig de les Sis Nacions 1996 va ser el 67a edició en el format de cinc nacions i el 102a tenint en compte les edicions del Home Nations Championship. Anglaterra fou la dominadora del torneig, perdent només el primer partit contra França perdent així el Grand Slam, però guanyant la Triple Corona. Per segon any consecutiu, Escòcia va arribar a la darrera jornada amb possibilitats de guanyar el Grand Slam, però va perdre el partit decisiu a Anglaterra. França va arribar, també, amb opcions d'aconseguir el títol gràcies a la diferència de punts, però va perdre per un sol punt a Gal·les, que va evitar la cullera de fusta.

## Participants
| Nació      | Estadi           | Ciutat   | Entrenador         |
| ---------- | ---------------- | -------- | ------------------ |
| Anglaterra | Twickenham       | Londres  | Jack Rowell        |
| França     | Parc des Princes | París    | Jean-Claude Skrela |
| Irlanda    | Lansdowne Road   | Dublín   | Murray Kidd        |
| Escòcia    | Murrayfield      | Edimburg | Jim Telfer         |
| Gal·les    | National Stadium | Cardiff  | Kevin Bowring      |

## Classificació
| Posició | Nació      | Partits | Partits  | Partits  | Partits | Punts   | Punts     | Punts      | Taula de punts |
| Posició | Nació      | Jugats  | Guanyats | Empatats | Perduts | A favor | En contra | Diferència | Taula de punts |
| ------- | ---------- | ------- | -------- | -------- | ------- | ------- | --------- | ---------- | -------------- |
| 1       | Anglaterra | 4       | 3        | 0        | 1       | 79      | 54        | +25        | 6              |
| 2       | Escòcia    | 4       | 3        | 0        | 1       | 60      | 56        | +4         | 6              |
| 3       | França     | 4       | 2        | 0        | 2       | 89      | 57        | +32        | 4              |
| 4       | Gal·les    | 4       | 1        | 0        | 3       | 62      | 82        | −20        | 2              |
| 5       | Irlanda    | 4       | 1        | 0        | 3       | 65      | 106       | −41        | 2              |

## Resultats
| França                                         | 15–12 | Anglaterra                          | 20 de gener de 1996 15:00 - Parc des Princes, París Assistència: 45,000 espectadors Àrbitre: David McHugh (Irlanda) |
| Pen: Lacroix (3) Drops:: T Castaignède Lacroix |       | Pen: Grayson (2) Drops: Grayson (2) | 20 de gener de 1996 15:00 - Parc des Princes, París Assistència: 45,000 espectadors Àrbitre: David McHugh (Irlanda) |

| Irlanda                                   | 10–16 | Escòcia                                          | 20 de gener de 1996 15:00 - Lansdowne Road, Dublín Àrbitre: Brian Campsall (Anglaterra) |
| Assaigs: Clohessy Con: Elwood Pen: Elwood |       | Assaigs: Dods McKenzie Pen: Dods Drops: Townsend | 20 de gener de 1996 15:00 - Lansdowne Road, Dublín Àrbitre: Brian Campsall (Anglaterra) |

| Anglaterra                                                  | 21–15 | Gal·les                                                 | 3 de febrer de 1996 15:00 - Twickenham, Londres Àrbitre: Ken McCartney (Escòcia) |
| Assaigs: Guscott R. Underwood Con: Grayson Pen: Grayson (3) |       | Assaigs: Howley H. Taylor Con: A. Thomas Pen: A. Thomas | 3 de febrer de 1996 15:00 - Twickenham, Londres Àrbitre: Ken McCartney (Escòcia) |

| Escòcia                         | 19–14 | França                                        | 3 de febrer de 1996 15:00 - Murrayfield, Edimburg Assistència: 65,000 espectadors Àrbitre: Clayton Thomas (Gal·les) |
| Assaigs: Dods (2) Pen: Dods (3) |       | Assaigs: Benazzi Pen: Castaignède Lacroix (2) | 3 de febrer de 1996 15:00 - Murrayfield, Edimburg Assistència: 65,000 espectadors Àrbitre: Clayton Thomas (Gal·les) |

| França                                                                                | 45–10 | Irlanda                                               | 17 de febrer de 1996 15:00 - Parc des Princes, París Assistència: 45,000 espectadors Àrbitre: Ed Morrison (Anglaterra) |
| Assaigs: Accoceberry Campan Castel (2) É Ntamack (2) Saint-André Con: Castaignède (5) |       | Assaigs: Penalty Assaig Con: Humphreys Pen: Humphreys | 17 de febrer de 1996 15:00 - Parc des Princes, París Assistència: 45,000 espectadors Àrbitre: Ed Morrison (Anglaterra) |

| Gal·les                             | 14–16 | Escòcia                                   | 17 de febrer de 1996 15:00 - National Stadium, Cardiff Assistència: 47,000 espectadors Àrbitre: Joël Dumé (França) |
| Assaigs: Proctor Pen: A. Thomas (3) |       | Assaigs: Townsend Con: Dods Pen: Dods (3) | 17 de febrer de 1996 15:00 - National Stadium, Cardiff Assistència: 47,000 espectadors Àrbitre: Joël Dumé (França) |

| Irlanda                                                                | 30–17 | Gal·les                                                 | 2 de març de 1996 15:00 - Lansdowne Road, Dublín Àrbitre: Didier Mené (França) |
| Assaigs: Corkery Fulcher Geoghegan Woods Con: Mason (2) Pen: Mason (2) |       | Assaigs: I. Evans (2) Con: A. Thomas (2) Pen: A. Thomas | 2 de març de 1996 15:00 - Lansdowne Road, Dublín Àrbitre: Didier Mené (França) |

| Escòcia       | 9–18 | Anglaterra       | 2 de març de 1996 15:00 - Murrayfield, Edimburg Assistència: 67,000 espectadors Àrbitre: Derek Bevan (Gal·les) |
| Pen: Dods (3) |      | Pen: Grayson (6) | 2 de març de 1996 15:00 - Murrayfield, Edimburg Assistència: 67,000 espectadors Àrbitre: Derek Bevan (Gal·les) |

| Anglaterra                                                         | 28–15 | Irlanda                         | 16 de març de 1996 15:00 - Twickenham, Londres Assistència: 75,000 espectadors Àrbitre: Edward Murray (Escòcia) |
| Assaigs: Sleightholme Con: Grayson Pen: Grayson (6) Drops: Grayson |       | Pen: Mason (4) Drops: Humphreys | 16 de març de 1996 15:00 - Twickenham, Londres Assistència: 75,000 espectadors Àrbitre: Edward Murray (Escòcia) |

| Gal·les                                       | 16–15 | França                                                                 | 16 de març de 1996 15:00 - National Stadium, Cardiff Assistència: 52,000 espectadors Àrbitre: Brian Stirling (Irlanda) |
| Assaigs: Howley Con: Jenkins Pen: Jenkins (3) |       | Assaigs: T Castaignède É Ntamack Con: T Castaignède Pen: T Castaignède | 16 de març de 1996 15:00 - National Stadium, Cardiff Assistència: 52,000 espectadors Àrbitre: Brian Stirling (Irlanda) |